# Station Nemelaer
Station Nemelaer is een voormalige stopplaats aan de spoorlijn Breda - Eindhoven tussen Oisterwijk en Haaren, en werd geopend op 1 mei 1865.
De naam was ontleend aan het landgoed waarover de spoorlijn was aangelegd. Baron Van den Bogaerde Terbrugge, wonend in Kasteel Nemerlaer, was aanvankelijk er zeer op tegen dat een spoorlijn zijn landgoed zou doorsnijden. Echter, toen hij merkte dat hij uiteindelijk aan het kortste eind zou trekken, wist hij te bedingen dat de trein speciaal voor hem op verzoek zou moeten stoppen. De halte werd op 20 september 1903 gesloten.
Er is nog steeds een onbewaakte oversteekplaats voor voetgangers ter plaatse van het voormalige station.